# Обмежені неповні частки
У математиці про дійсне число кажуть, що воно має обмежені неповні частки, якщо при його розкладанні в ланцюговий дріб неповні частки не набувають як завгодно великих значень.
| Визначення Ланцюговий дріб {\displaystyle x=[a_{0};a_{1},a_{2},\dots ]=a_{0}+{\cfrac {1}{a_{1}+{\cfrac {1}{a_{2}+\dots }}}}} має обмежені неповні частки, якщо існує число {\displaystyle c} таке, що {\displaystyle a_{i}\leq c} для будь-якого {\displaystyle i\geq 0}. |

## Властивості
- будь-який періодичний ланцюговий дріб має обмежені неповні частки;

- якщо {\displaystyle x} має обмежені неповні частки, то у двійковому поданні значення функції Мінковського в точці {\displaystyle x} відстань між сусідніми одиницями обмежена (в цьому контексті множину таких чисел можна розуміти як широке узагальнення ідеї побудови множини Кантора).

## Гіпотеза Заремби
Розклад раціонального числа в ланцюговий дріб завжди скінченний, тому всі його неповні частки обмежені найбільшою з них. Особливо цікавим є питання, чи можна накласти єдині обмеження на неповні частки більшості раціональних чисел. Його 1972 року поставив Станіслав Заремба.
| Гіпотеза Заремби Існує абсолютна стала {\displaystyle c} така, що для будь-якого знаменника {\displaystyle q\in {\mathbb {N} }} існує чисельник {\displaystyle a<q} такий, що {\displaystyle (a,q)=1} та неповні частки нескоротного дробу {\displaystyle {\frac {a}{q}}=[a_{1},\dots ,a_{s}]} обмежені нерівністю {\displaystyle a_{i}\leq c,\ i=1,\dots ,s} |

Бурген і Конторович довели гіпотезу для багатьох чисел {\displaystyle q} щільності 1. Для малих значень сталої {\displaystyle c} та окремих множин допустимих значень {\displaystyle a_{i}} вивчають слабші нижні оцінки на розподіл таких {\displaystyle q}.